# Mariotto Albertinelli
Mariotto Albertinelli (født 13. oktober 1474 i Firenze, død 5. november 1515 sammesteds) var en italiensk maler.
Albertinelli var elev af Cosimo Rosselli. Større indflydelse på Albertinelli fik dog hans medelev, Fra Bartolommeo, hvis formgivning, i farver og typer han tilegnede sig, og hvem han stod personlig nær. Albertinelli fik endog (1509) udvirket tilladelse til, at han måtte tage bolig i det Dominikanerkloster, hvor Bartolommeo var broder; trods en del rivninger som følge af de to maleres højst forskellige karakter arbejdede de en tid lang sammen. Fra Bartolommeo gjorde som regel udkastene til billederne, som så Albertinelli malede; altertavlen af Marias himmelfart i museet i Berlin er således et resultat af deres samarbejde. Imidlertid var Albertinelli for fremragende en kunstner til ganske og aldeles at gå i sin fælles spor; han har udført betydelige, selvstændige arbejder. Hans bedste arbejde er et af hans tidligste (1503), det harmonisk-skønne Marias og Elisabeths møde (i Uffizi). Andre arbejder af Albertinelli er en Korsfæstelse (à fresko, Gertosa i Firenze), en Forkyndelse i Akademiet i Firenze (1510) og i Münchens Pinakotek (Alte Pinakothek) samt en i forening med Filippine udført Madonna med helgener (Louvre).

## Galleri
- Mariotto Albertinelli, Triptykon, 1500, Museo Poldi Pezzoli
- Mariotto Albertinelli, Bebudelsen, 1511, Musée d'Art et d'Histoire (Geneva)